# Brug 618
Brug 618 is een vaste brug in Amsterdam Nieuw-West. De brug dateert uit de periode rond 1955.
De brug is gelegen in de Burgemeester Van Leeuwenlaan ter hoogte van de Du Perronstraat en Jacob van Maerlantstraat. De brug is gelegd over een duiker in een gracht, die een ring vormt in Slotermeer, waarvan ook de Sloterplas deel uitmaakt. Het ontwerp van de brug kwam van de Dienst der Publieke Werken waar bruggenarchitect Piet Kramer net vertrokken was. Dick Slebos volgde hem op, maar deze brug werd ontworpen door Cornelis Johannes Henke. Wat wel aan Kramers werk doet denken zijn de bakstenen balustrades van de brug, die tot ver op de oevers doorlopen. De balustrades zijn dan nog afgewerkt door een laag natuursteen. De duiker zelf is ven schoonbeton. Bijzonder aan de brug zijn de leuningen. Doordat de balustrades bij de leuningen schuin eindigen, werden de laatste leuningvlakken eveneens schuin uitgevoerd; het geeft beide leuningsystemen de vorm van een trapezium. Het eind van de bovenste reling buigt daarbij af naar de balustrade. Een andere bijzonderheid is terug te vinden in de balustrades in/op de oevers. Alle vier zijn uitgevoerd in een vorm die sterk doet denken aan kantelen van een kasteel, uitgevoerd in natuursteen.
De brug heeft alleen voetpaden en een rijdek voor ander verkeer. Aan de noordzijde van de brug zijn twee vluchtheuveltjes geplaatst met palen. Zij zorgen voor scheiding van langzaam en snelverkeer op het rijdek. De ruimte tussen de vluchtheuvels is zo gekozen dat ter plaatse slechts een voertuig tegelijk kan passeren; zij zorgen zo voor beperking van de snelheid bij snelverkeer. Dit is noodzakelijk omdat vrijwel direct ten noorden van de brug een doorlopend fietspad de Burgemeester Van Leeuwenlaan kruist (Jan de Louterpad naar Nienke van Hichtumstraat).  

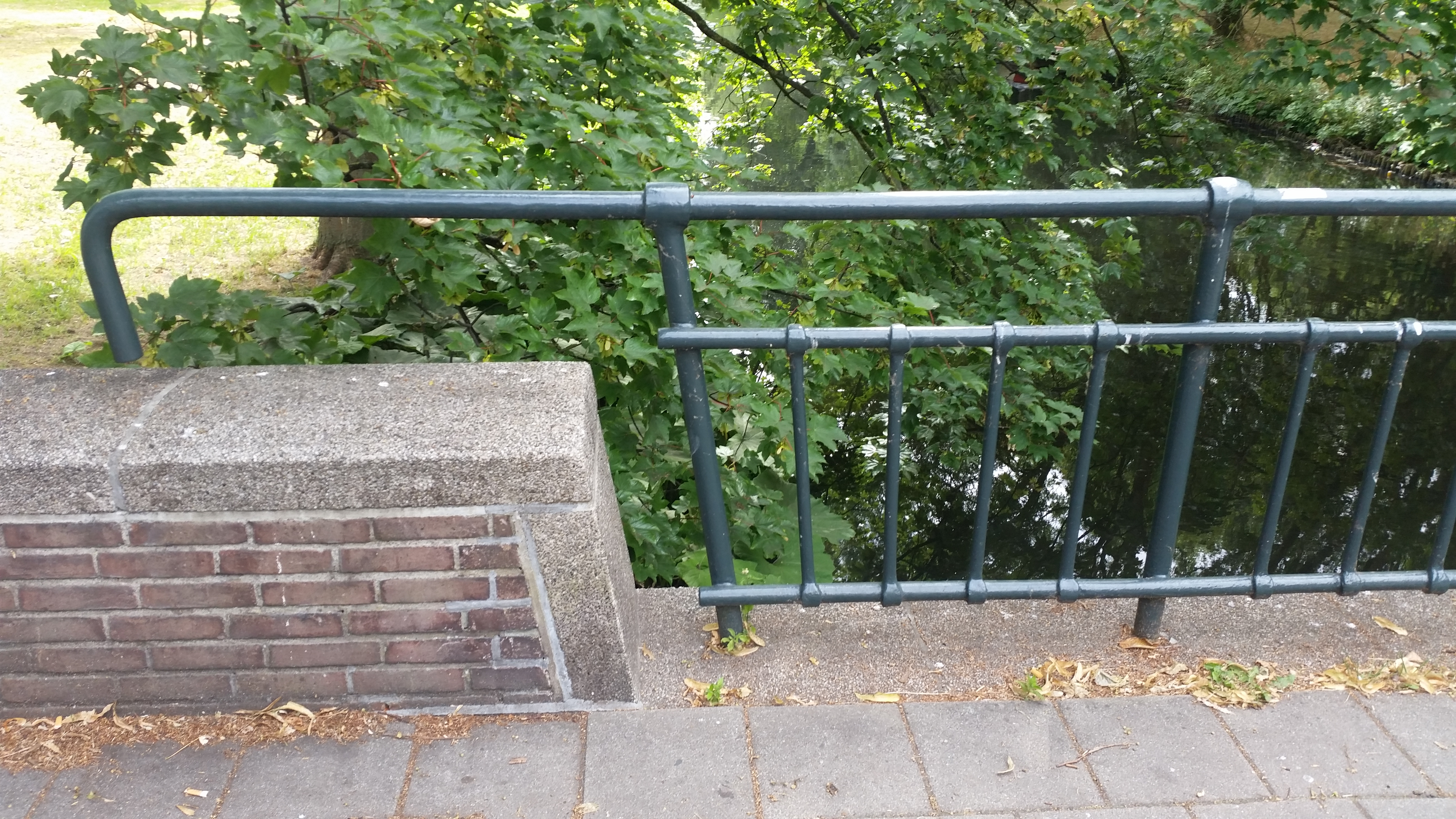
Overgang leuning naar balustrade (juli 2018)

<<< · 600 · 601 · 602 · 603 · 604 · 605 · 606 · 607 · 608 · 609 · 610 · 611 · 612 · 613 · 614 · 615 · 616 · 617 · 618 · 619 · 620 · 621 · 622 · 623 · 624 · 626 · 627 · 628 · 629 · 630 · 631 · 632 · 633 · 634 · 635 · 636 · 637 · 638 · 639 · 643 · 651 · 652 · 653 · 655 · 656 · 657 · 658 · 659 · 660 · 661 · 662 · 663 · 664 · 665 · 666 · 667 · 668 · 669 · 670 · 671 · 673 · 674 · 675 · 676 · 677 · 678 · 679 · 681 · 682 · 683 · 684 · 685 · 687 · 688 · 689 · 690 · 691 · 692 · 695 · 696 · 699 · >>>
Verdwenen brugnummers: 625 (afgebroken brug Sam van Houtenstraat), 640, 644, 645, 646, 647, 648, 650, 672 (duiker Cornelis Lelylaan, Rembrandtpark), 694, 698.
Nooit gebouwd: 649, 680 (nooit gebouwde brug Sloterplas).
Brugnummers 641, 642, 654, 686, 693, 694 en 697 zijn onbekend.